# Kamienica przy ulicy Stefana Batorego 5 w Krakowie
Kamienica przy ulicy Stefana Batorego 5 – zabytkowa kamienica znajdująca się w Krakowie, w dzielnicy I przy ul. Stefana Batorego, na Piasku.
Kamienica została wzniesiona w latach 1905–1906. Zaprojektowana została przez Kazimierza Zielińskiego. W 1923 roku budynek został nadbudowany o trzecie piętro.
Kamienica znajduje się na obszarze Piasku, którego układ urbanistyczny został wpisany 15 października 2015 do rejestru zabytków. Budynek znajduje się także w gminnej ewidencji zabytków.